# Иванов, Вилен Николаевич
Виле́н Никола́евич Ивано́в (родился 6 июля 1934 г. в г. Полтава) — советский и российский социолог, доктор философских наук, профессор, член-корреспондент Российской академии наук (РАН) (30.05.1997), советник РАН (с октября 2005), член бюро отделения общественных наук РАН, вице-президент Российской академии социальных наук, главный редактор журнала «Наука. Культура. Общество», член Президиума Российской социологической ассоциации, почетный член Российского общества социологов, действительный член Академии социальных наук Белоруссии, вице-президент Международной академии союзного государства Россия-Беларусь, член Союза писателей России, действительный член Академии литературы (с 2006 г.). Почётный доктор Института социологии РАН.

## Биография
В 1965 году с отличием окончил Военно-политическую академию имени В. И. Ленина. В 1968 году защитил кандидатскую диссертацию «Методологические проблемы научного руководства социалистическим обществом и его защитой», в 1974 году — докторскую «Теоретико-методологические проблемы научного управления военным строительством в социалистическом обществе».
С 1983 по сентябрь 1988 года был директором Института социологических исследований (ИСИ АН СССР). С 1991 по 2005 год был первым заместителем директора Института социально-политических исследований РАН (ИСПИ РАН).
В настоящее время — заместитель заведующего Отделом социологии национальной безопасности и федерализма ИСПИ РАН.
Член редакционной коллегии научных журналов «Социологические исследования» (2015—2020) и «Социально-гуманитарные знания».
Автор более 400 научных публикаций (монографий, учебных пособий, брошюр) и 11 поэтических сборников. С некоторыми работами Иванова В.Н. можно ознакомиться на официальном сайте Института социологии РАН (ко многим из них есть полный текст).

## Награды и премии
- Орден Дружбы народов (1986)
- Медаль ордена «За заслуги перед Отечеством» II степени (2002)[2]
- Золотая медаль Ассамблеи народов России
- Медаль «За безупречную службу в Вооруженных Силах СССР» (III, II, I ст.)[3]
- Медаль «Ветеран Вооруженных Сил»[3]
- Медаль «200 лет Министерству обороны»[3]
- Медаль «30 лет Болгарской народной армии»[3]
- Лауреат Национальной премии за лучшую книгу года (2003) («Социологическая, энциклопедия» в 2-х тт., главный редактор)[3]
- Лауреат Международного конкурса «Пилар» (2004) (за участие в социально-экономических программах по преобразованию г. Москвы, возрождению России и личностные качества талантливого руководителя)[3]
- Лауреат премии Президиума РАН им. М.М. Ковалевского (2007)
- Серебряная медаль имени П.Сорокина (2008)